# 格內坎德山
66°6′S 64°39′W / 66.100°S 64.650°W
格內坎德山（英語：Mount Genecand）是南極洲的山峰，位於葛拉漢海岸，處於勞里冰川和韋爾冰川之間，由英國公司拍攝空中地圖，以瑞士登山家命名，現時由南極條約體系管理。